# Zohar Shikler
Zohar Hen Shikler (8 de julho de 1997) é uma nadadora israelense.

## Carreira

### Rio 2016
Shikler competiu nos 50 m livre feminino nos Jogos Olímpicos de Verão de 2016, sendo eliminada nas eliminatórias.